# Randi Bratteli
Randi Bratteli, geborene Randi Larsen, (* 17. September 1924 in Hamar; † 9. Dezember 2002) war eine norwegische Journalistin und Sachbuchautorin. 

## Leben
Bratteli war die Tochter von Olav Larsen (1894–1981), einem norwegischen Widerstandskämpfer während des Zweiten Weltkrieges und späteren Chefredakteur der Zeitung Dagsavisen.
Sie war die Vorsitzende des Verein der Freunde Israels in der norwegischen Arbeiterbewegung (norwegisch: Venner av Israel i Norsk Arbeiderbevegelse). Für ihren Einsatz hinsichtlich der Aussöhnung zwischen Deutschland und Norwegen wurde Randi Bratteli am 15. Januar 2002 durch den damaligen Botschafter in Oslo, Dr. Horst Winkelmann, mit dem Verdienstkreuz 1. Klasse des Verdienstordens der Bundesrepublik Deutschland ausgezeichnet.
Verheiratet war sie mit dem ehemaligen norwegischen Ministerpräsidenten Trygve Martin Bratteli.
Seit den 1970er-Jahren veröffentlichte sie mehrere Sachbücher, die bisher (Stand: Januar 2015) nicht auf Deutsch verfügbar sind.
Ihre Kinder sind der Mathematiker Ola Bratteli und die Künstlerin Marianne Bratteli.

## Bibliografie
- På tokt med statsministreren – Sachprosa (1972)
- Vi er de tusener... : Arbeiderpartiets kvinnebevegelse 1901–1976 – Sachprosa (Herausgeber) (1977)
- Veien de gikk – Sachprosa (1978)
- Okkupasjonshverdagen – Sachprosa (1981)
- Sonja – Norges kronprinsesse – Sachprosa (1983)
- Moderne skikk og bruk – Sachprosa (Herausgeber) (1985)
- Fra slott til slum – Sachprosa (1986)
- Videre alene – Sachprosa (1987)
- Sorgen og livet – Sachprosa (1989)
- Vi som aldri kan glemme: Krigens barn forteller – Sachprosa (1990)
- Så høy en himmel – memoarer (1991) illustriert von Borghild Rud
- Slik var han : Nærbilder av kong Olav  – Sachprosa (1992)
- Husk å leve – (1997)